# Anthocercis genistoides
Anthocercis genistoides är en potatisväxtart som beskrevs av John Miers. Anthocercis genistoides ingår i släktet Anthocercis och familjen potatisväxter. Inga underarter finns listade i Catalogue of Life.